# Fouday
Fouday (German: Urbach) là một xã thuộc tỉnh Bas-Rhin trong vùng Grand Est đông bắc Pháp.